# Refuge des Évettes
Die Refuge des Évettes ist eine Schutzhütte der Sektion Lyon Villeurbanne des Club Alpin Français in Frankreich im Departement Savoyen in der Region Auvergne-Rhône-Alpes im Vanoise-Massiv. Das heutige Gebäude wurde 1971 von Guy Rey-Millet und Jean Prouvé entworfen.

## Zugang
Um zur Schutzhütte zu gelangen, muss man vom Dorf l’Écot oder Bonneval-sur-Arc aus starten. Im ersten Fall wird die Wanderzeit auf zwei Stunden und im zweiten Fall auf drei Stunden geschätzt. 

## Aufstiege
- Die Schluchten des Reculaz
- L’Albaron (3637 m)

## Übergänge
Die Hütte ist mit dem Refuge du Carro und Refuge d’Avérole verbunden, dies ermöglicht Gletscherwanderungen. Von der Hütte aus erreicht man den Wasserfall von La Reculaz.